# Istiblennius rivulatus
Istiblennius rivulatus là một loài cá biển thuộc chi Istiblennius trong họ Cá mào gà. Loài cá này được mô tả lần đầu tiên vào năm 1830.

## Từ nguyên
Tính từ định danh rivulatus trong tiếng Anh có nghĩa là "có vân sóng", hàm ý đề cập đến các vệt gợn sóng sẫm màu ở hai bên thân của loài này.

## Phân bố và môi trường sống
I. rivulatus có phân bố giới hạn ở phía bắc Biển Đỏ, từ vịnh Suez và vịnh Aqaba đến phía bắc Sudan. Chúng sống tập trung ở bờ biển đá và vùng nước rất nông, độ sâu đến 3 m.

## Mô tả
Chiều dài cơ thể lớn nhất được ghi nhận ở I. rivulatus là 10 cm. Đầu và thân màu xám sẫm, có khoảng 8 vạch đen ở hai bên thân. Có một đốm đen ở 3 màng vây lưng đầu tiên. Cá đực trưởng thành có mào thịt phát triển ở gáy, cá cái không có nhưng một số cá thể có sống thấp nhô lên.
Số gai vây lưng: 13–14; Số tia vây lưng: 20–23; Số gai vây hậu môn: 2; Số tia vây hậu môn: 20–23; Số tia vây ngực: 12–1; Số gai vây bụng: 1; Số tia vây bụng: 3.

## Sinh thái
Trứng của I. rivulatus có chất kết dính, được gắn vào chất nền thông qua một tấm đế dính dạng sợi. Cá bột là dạng phiêu sinh vật, thường được tìm thấy ở vùng nước nông gần bờ.